# WDZY
WDZY é uma estação de rádio de transmissão formatada religiosa conservadora licenciada para Colonial Heights, Virgínia, servindo a área de Petersburg/Richmond. A WDZY pertence e é operada pela Wilkins Radio Network, Inc.